# Modesto Gavazzi
Modesto Gavazzi est un archevêque et philosophe italien.

## Biographie
Procureur général des Frères mineurs conventuels et consulteur et qualificateur de l’Inquisition romaine, il est nommé archevêque de Chieti-Vasto en 1657. Il est ami de longue date de Bartolomeo Mastri, originaire du même couvent. Il fait partie de la commission chargée d'examiner la question janséniste, aux côtés des cardinaux Fabio Chigi, Francesco Albizzi et du récollet irlandais Luc de Wadding.
Modesto Gavazzi est l'auteur de quelques traités scolastiques sur le péché et l'eucharistie.